# Elindus Arena
De Elindus Arena, ook bekend als het Regenboogstadion, is een voetbalstadion in Waregem.
Het stadion is eigendom van Stad Waregem, maar de voetbalploeg SV Zulte Waregem gebruikt het stadion in erfpacht. De capaciteit bedraagt, na de huidige fase van de verbouwingswerken, 12.414 plaatsen. Het terrein wordt ook wel "aan de Gaverbeek" genoemd, omwille van de ligging vlak bij de Gaverbeek.
Stadsgenoot Racing Waregem speelt soms bij een risicowedstrijd in het Regenboogstadion. Het regenboogstadion dankt zijn naam aan het wereldkampioenschap wielrennen op de weg in 1957. De brug die werd aangelegd over de stadionvijvers is samen met de stadionnaam een van de weinige restanten die nog overblijven van deze feestelijke gebeurtenis. De wedstrijd werd toen gewonnen door Rik Van Steenbergen.

## Geschiedenis
Het stadion dankt zijn naam aan het wereldkampioenschap wielrennen op de weg in 1957. De renners reden via de grote brug over de Waregemse vijvers het stadion binnen. Rik Van Steenbergen reed er als eerste over de aankomstlijn en kreeg er de regenboogtrui. Vroeger was het de thuisbasis van KSV Waregem, na de fusie van die club met Zultse VV is het het thuisstadion van de nieuwe fusieclub SV Zulte Waregem. (Zie het artikel SV Zulte Waregem voor een uitgebreide beschrijving van de nieuwe fusieclub na 2001.
) In de gloriedagen van Essevee kon het Regenboogstadion meer dan 20.000 mensen herbergen en werden er verschillende malen Europese clubs ontvangen.
Er waren toen twee staantribunes achter de doelen (vakken X en Y), één daarvan (vak Y - kant Zwembad) is na de promotie naar Eerste Klasse in 2005 neergehaald en vervangen door een reclamewand. Die andere staantribune (vak X - kant Zuiderlaan/R35) is in juli 2014 gesloopt.
Op 1 februari 2021, lanceerde de stad Waregem en Zulte Waregem de nieuwe naam voor het stadion: Elindus Arena. Deze nieuwe naam werd in gebruik genomen aan de start van het seizoen 2021-2022. Voor die nieuwe naamsverandering, tekende de West-Vlaamse energieleverancier Elindus een sponsorcontract van 10 jaar. Om de geschiedenis van de site te bewaren, werd de site dan weer omgedoopt tot het Regenboogpark, waar er naast de verbouwing van het stadion ook een hotel, een bedrijvencentrum en een nieuw woonproject worden gerealiseerd.

## Een nieuw Regenboogstadion

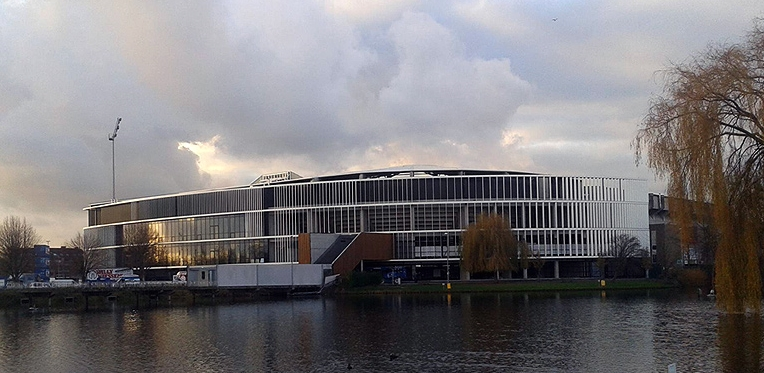
Exterieur nieuwe tribune 4 Regenboogstadion

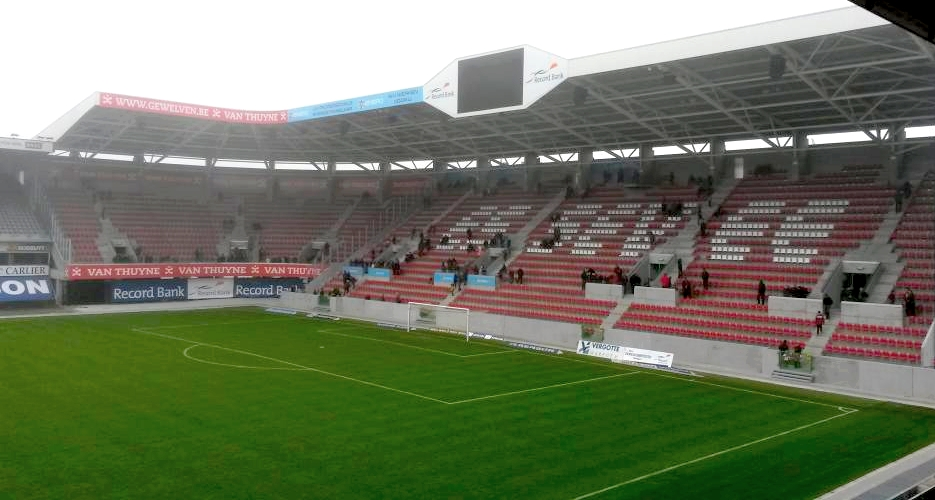
De nieuwe tribune 4

Op 20 februari 2008 gaf de Intercommunale Leiedal groen licht voor de vernieuwing van het Regenboogstadion. Op 14 mei werd het hele dossier door minister van Ruimtelijke Ordening, Dirk Van Mechelen, ingekeken. Deze plannen werden goedgekeurd en de bouw van het vernieuwde complex met onder andere een winkelcentrum en bowlingzaal startte in juni 2014. De capaciteit zou met meer dan de helft toenemen en komt zo op een 14.500 toeschouwers.
In juni 2014 is gestart aan de bouw van Tribune 4 (vakken 401 t.e.m. 409) aan de kant van de Zuiderlaan/R35. Deze tribune werd eind november in gebruik genomen. De capaciteit van deze nieuwe tribune bedraagt 2.220 zitplaatsen (thuissupporters) en 980 zitplaatsen (bezoekers). De bezoekers komen via een brug over de vijvers toe in het stadion waarna ze via een tunnel terechtkomen in het bezoekersvak. De binnenverlichting van het bezoekersvak wordt telkens aangepast aan de kleuren van de uitploeg. Deze nieuwe tribune werd op 28 november 2014 geopend en meteen in gebruik genomen voor de wedstrijd tegen KAA Gent. Die wedstrijd eindigde met een 2-1 overwinning voor Essevee. De commerciële ruimtes werden verkocht aan fitnessketen Oxygen en als kantoorruimte aan het sociaal secretariaat 'Wij Helpen'.
Na het seizoen 2014-2015 werd gestart met de afbraak van het voormalige Vak X (fase Ib), de opbouw is voorzien voor begin maart 2016 en de oplevering voor juni 2016. De nieuwe tribune 2 zal een capaciteit van 2.700 staanplaatsen (het nieuwe sfeervak) hebben, maar kan omgevormd worden tot een zittribune met 2.200 zitplaatsen. De verkoop van deze commerciële ruimtes start na de oplevering.
In 2017 begon men aan de bouw van de nieuwe hoektribune (zuidercorner) tussen tribune 1 en 4. Het oorspronkelijke plan was echter om tribune 1 te vernieuwen, maar vanwege financiële redenen werd besloten om eerst een nieuwe hoektribune te bouwen die skyboxen bevat.
Er waren nog plannen om tribune 1 (hoofdtribune) en tribune 3 (vijvertribune) te vernieuwen, maar die zijn anno 2025 nog steeds niet verwezenlijkt. Nadat Zulte-Waregem enkele seizoenen eerder gedegradeerd was uit de hoogste afdeling, werd niet meer gecommuniceerd over verdere bouwplannen.

## Capaciteit
- Tribune 1 (hoofdtribune): 3823
- Tribune 2 (sfeertribune): 2710
- Tribune 3 (vijvertribune): 2540
- Tribune 4 (bezoekers): 962
- Tribune 4 (familietribune): 2215
- Zuidercorner: 164

AFAS-stadion Achter de Kazerne (KV Mechelen) ·
Bosuilstadion (Antwerp FC) ·
Cegeka Arena (KRC Genk) ·
Edmond Machtensstadion (RWDM) ·
Ghelamco Arena (KAA Gent) ·
Guldensporenstadion (KV Kortrijk) ·
Jan Breydelstadion (Cercle Brugge · Club Brugge) ·
Joseph Marienstadion (Union Sint-Gillis) ·
Kehrwegstadion (KAS Eupen) ·
King Power at Den Dreef Stadion (OH Leuven) ·
't Kuipje (KVC Westerlo) ·
Lotto Park (RSC Anderlecht) ·
Maurice Dufrasnestadion (Standard Luik) ·
Stade du Pays de Charleroi (Sporting Charleroi) ·
Stayen (STVV)